# Triclioscelis femorata
Triclioscelis femorata von là một phân loài ruồi trong họ Asilidae. Triclioscelis femorata von được Roeder miêu tả năm 1900. Phân loài này phân bố ở vùng Tân nhiệt đới.